# بال مول (سجائر)

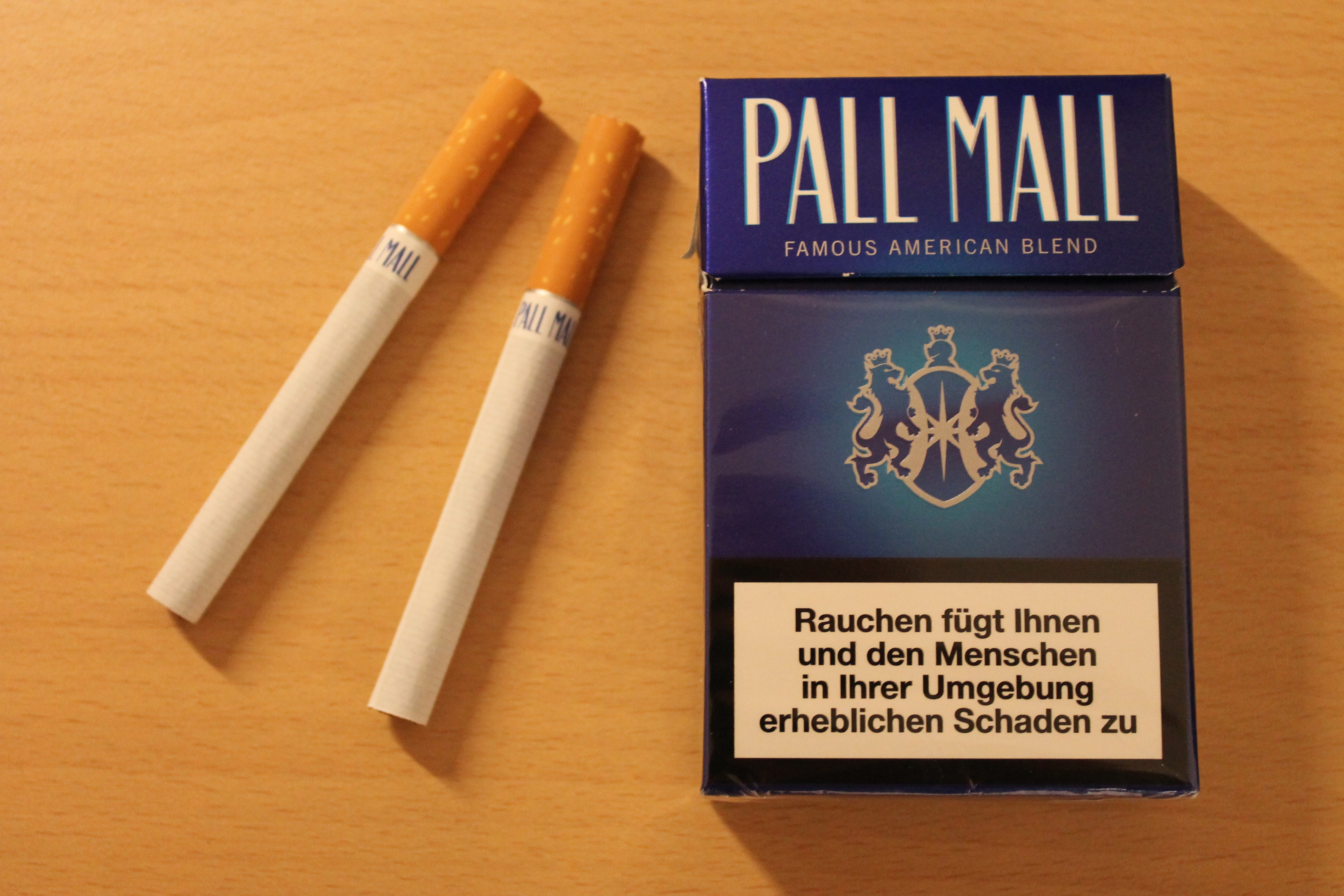
علبة "بال مول" الألمانية أو النمساوية مع رسالة تحذيرية: "التدخين يضرك بشدة وبالأشخاص من حولك"، 2013

بال مول (Pall Mall) (/ˌpɛlˈmɛl/, /ˌpælˈmæl/ أو المعتمد /ˌpɔːlˈmɔːl/) هي علامة تجارية بريطانية للسجائر من إنتاج شركة بريتيش أمريكان توباكو.

## التاريخ
تم تقديم العلامة التجارية بال مول Pall Mall عام 1899 من قبل شركة "بلاك أند بلتر" في المملكة المتحدة في محاولة لتلبية احتياجات الطبقة العليا من خلال أول سيجارة المتميزة ، تم تسميته على اسم بال مول، وهو شارع معروف في منطقة سانت جيمس في لندن، يحتوي على العديد من الأندية الخاصة التي يرعاها هؤلاء الأشخاص.
في عام 1907 استحوذت شركة التبغ الأمريكية على شركة بال مول من خلال بيع شركة (بتلر اند بتلر ) استخدم المالكون الجدد العلامة التجارية المتميزة لاختبار الابتكارات في تصميم السجائر، مثل "الحجم الكبير" في عام 1939 (الحجم القياسي للسجائر الآن وهو 85 ملم، على الرغم من أنه يتضمن اليوم طول الفلتر)، وطريقة جديدة من حشو التبغ الذي من المفترض أن يجعل السجائر أسهل في الحلق.

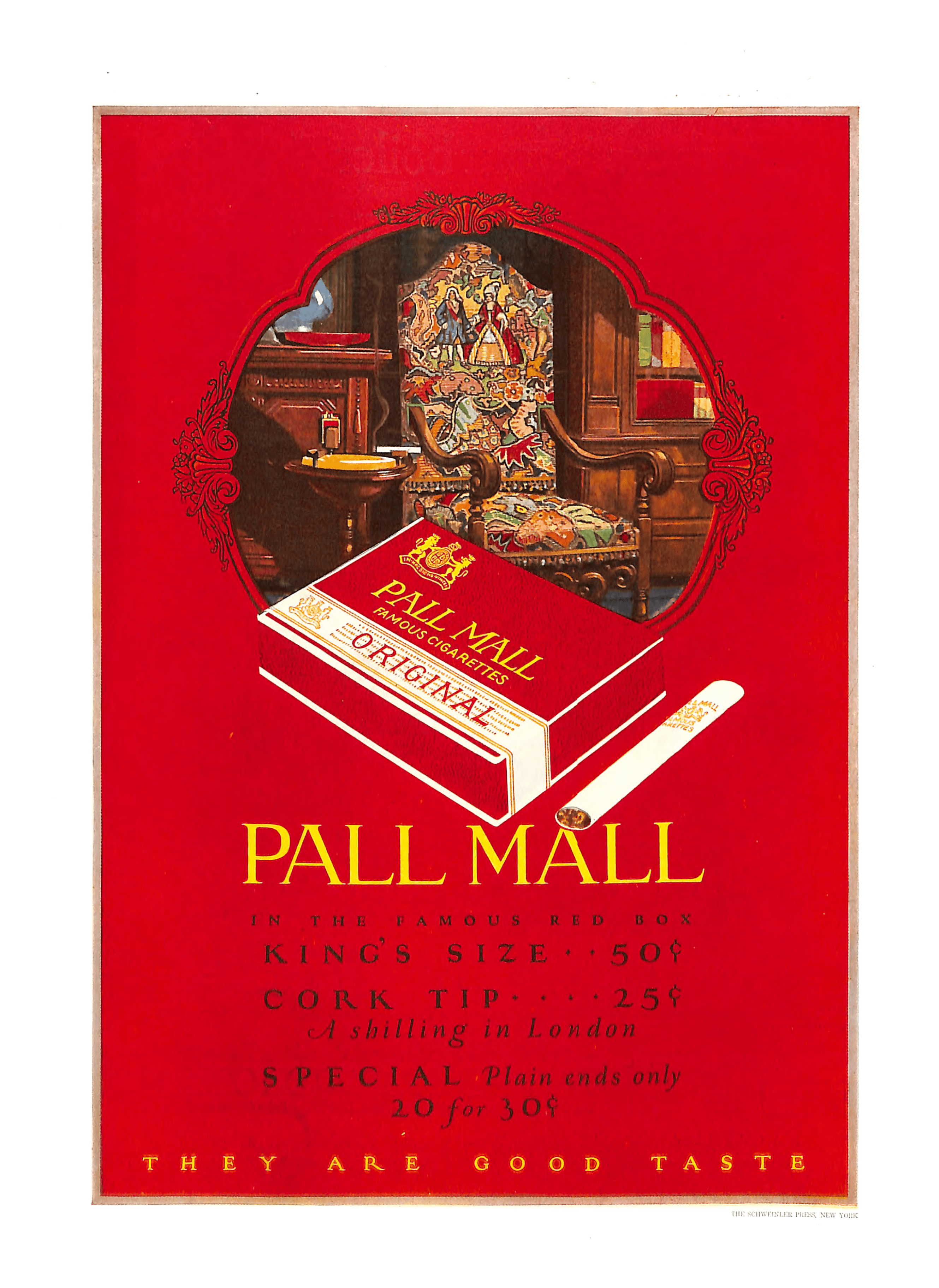
Pall Mall ad from The Elks Magazine, 1925

وصلت بال مول إلى ذروة شعبيتها في عام 1960 عندما كانت العلامة التجارية الأولى للسجائر في أمريكا،  للاستفادة من شعبيتها، قدمت الشركة سجائر "طويلة" بطول 100 ملم في عام 1966. تم التخلص منها في عام 1966 من قبل سجائر وينستون، عندما وجدت شركة بال مول أنها لم تعد قادرة على التنافس مع الحملة الإعلانية "وينستون طعمه جيد مثل السيجارة". في الأربعينيات من القرن الماضي، كان لدى بال مول شعارها غير الصحيح نحوي والذي وصفها بأنها السيجارة التي "تنتقل الدخان لمسافة أبعد"، في إشارة إلى الطول الأطول البالغ 85 ملم. كان شعارهم خلال الخمسينيات وأوائل الستينيات هو "المتميزون... وهم معتدلون!"
عام 1994 تم شراء بال مول و لاكي سترك من قبل شركة براون و وليامسون للتبغ، حيث تخلت شركة تبغ اميريكا ( اميريكان توباكو) السابقة عن علاماتها التجارية للتبغ. في عام 2001، أعيدت تسمية بال مول كعلامة تجارية للتوفير، وقدمت عدة أنواع من السجائر المفلترة. كما اندمجت شركة براون و وليامسون مع شركة (آر جيرينولدز للسجائر في 30 يوليو 2004، مع تسمية الشركة الباقية باسم الأخيرة. تواصل شركة رينولدز للتبغ صنع أنماط غير مفلترة ومفلترة من بال مول لسوق الولايات المتحدة، مع التركيز على الأخير. تقوم شركة بريتيش أمريكان توباكو بتصنيع وبيع شركة بال مول خارج الولايات المتحدة.
يوجد بول مال حاليًا في قسم "العلامة التجارية للنمو" من مجموعة العلامات التجارية آر جيرينولدز للسجائر. ضمن شركة بريتيش أمريكان توباكو ، تعد شركة بال مول واحدة من العلامات التجارية الأربع الخاصة بها. أثناء الركود الكبير، تم تسويق بال مول على أنه "منتج متميز بسعر أقل من ممتاز"، مما دفع المنتج من حصة سوقية تبلغ 1.95 بالمائة بحجم ربع سنوي يبلغ 1.6 مليار دولار في عام 2006 إلى 7.95 بالمائة و5.5 مليار دولار في الربع الثالث من عام 2010.
تعد بال مول الآن أكثر سيجارة رينولدز شهرة، إلى جانب نيوبورت وكاميل. في أكتوبر 2012، طرحت رينولدز نسختين جديدتين من سيجارة المنثول لأول مرة، بال مول بلاك، الموصوف بـ "النكهة الكاملة"، وبال مول وايت المسمى "أكثر سلاسة". يُطلق على أسلوب المنثول التقليدي اسم بال مول جرين.

## الشعار

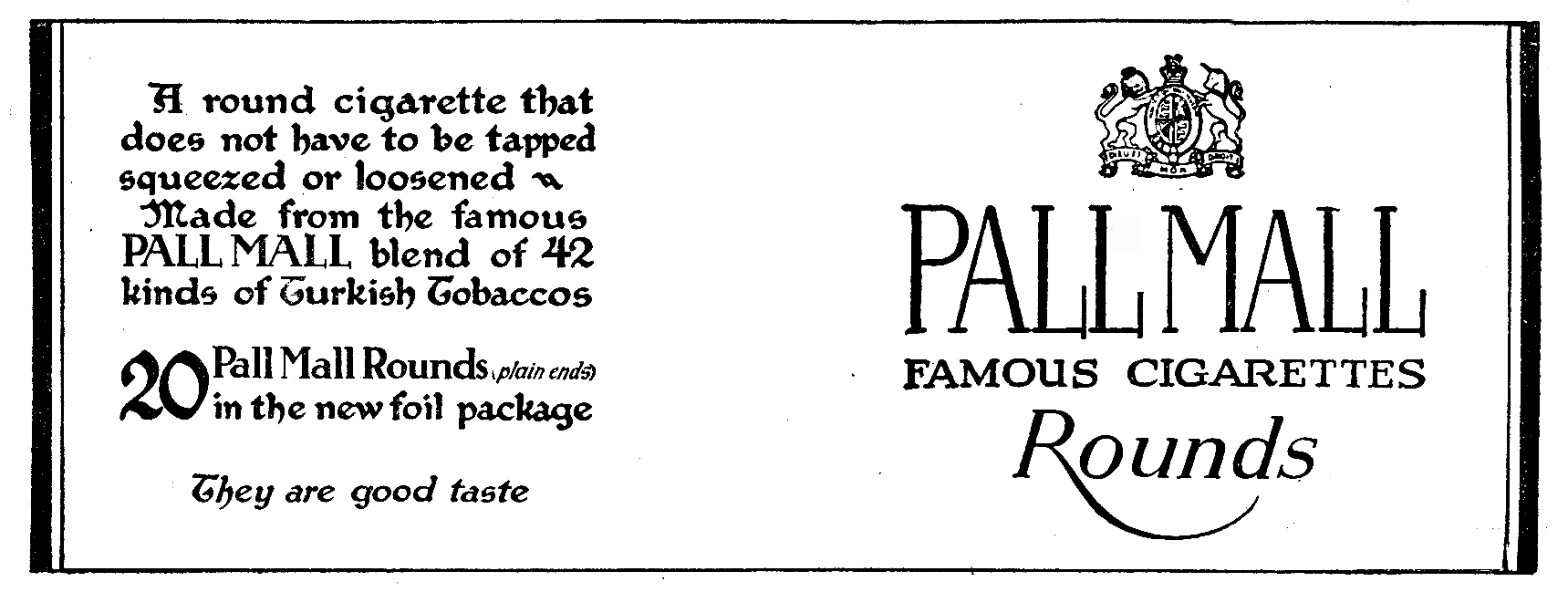

يحتوي شعار بال مول على حروف كبيرة على طراز الفن الجديد مكتوب عليها Pall Mall في الجزء العلوي الأمامي من العبوة الحمراء. يوجد على الوجه شعار النبالة الأبيض في الجزء الأمامي والخلفي من العبوة. يُظهر أسدين ملكيين يفركان الجانبين وخوذة فارس في الأعلى. توجد لافتة أسفل الدرع تحمل عبارة لاتينية أخرى، "In hoc Signo vinces" أو "بهذه العلامة ستنتصر". يظهر شعار بال مول، "أينما يتجمع أشخاص معينون"، أسفل شعار النبالة.
في عام 2007، قامت شركة) آر جيرينولدز للسجائر بتغيير لون عبوة بال مول الترا لايت من الأزرق الفاتح إلى البرتقالي لوقف الخلط بين ("الترا لايت" و "لايت"). كلاهما كانا في عبوة زرقاء اللون.
في عام 2009، قامت شركة آر جيرينولدز للسجائر بتغيير واصفات النكهة لجميع العبوات الصلبة التي تحمل العلامة التجارية بال مول إلى تسميات ملونة. حدث تغيير الواصف لأن إدارة الغذاء والدواء الأمريكية حظرت أوصاف المنتجات مثل "لايت" و"ألترا لايت" و"ميلد" في عام 2010. إلى جانب التغيير في الواصفات، تغيرت الحلقات والعلامات التجارية الموجودة على السجائر لتتناسب مع لون المنتج. مربع وحروف Pall Mall على عامل التصفية لهذا الواصف المحدد. لا تزال العبوات الناعمة تُباع بالتغليف والتصميم التقليدي.

## الازالة من المتاجر
في عام 2015، طلبت إدارة الغذاء والدواء الأمريكية إزالة نوعين من دخان بال مول من المتاجر،"مجموعة مرشح عميق " الأزرق و "ومجموعة مرشح منثول عميق"، بالإضافة إلى( نوع كاميل كراش بولد ) و "فينتاج تك ".

## النطق
خلال عصر إعلانات السجائر على التلفزيون والراديو، كان النطق الأمريكي للعلامة التجارية هو /ˌpɛlˈmɛl/. ومع ذلك، بعد أن حظر قانون تدخين السجائر للصحة العامة إعلانات السجائر، تحول النطق الأمريكي إلى /ˌpælˈmæl/، وهو نطق الشارع في لندن بهذا الاسم والذي تم استخدامه دائمًا أيضًا للسجائر من قبل المدخنين من المملكة المتحدة. غالبًا ما لا يزال المدخنون الأكبر سنًا في الولايات المتحدة الذين سمعوا الإعلانات التجارية يستخدمون النطق الأقدم.

## الرعاية
قامت شركة بال مول برعاية البرامج الإذاعية (صدق او لا ) في الأربعينيات و(ذا بيج ستوري) في الأربعينيات والخمسينيات من القرن الماضي. كانت العلامة التجارية هي الراعي لبرنامج (فرقة "ميم")، وهو برنامج تلفزيوني تم بثه على قناة NBC في أواخر الخمسينيات من القرن الماضي. لي مارفن نجم البرنامج، ظهر في إعلاناته التجارية خلال الحلقات. لقد كان الراعي المناوب (لموكب إم جي إم) في موسم 1955–56. على الرغم من الحظر المفروض على إعلانات السجائر على التلفزيون والذي دخل حيز التنفيذ في 2 يناير 1971، إلا أن إعلانات بال مول من العرض تظهر على أفلام تيرنر الكلاسيكية سليمة.